# 哈爾科夫國際機場
哈爾科夫國際機場（烏克蘭語：Міжнародний аеропорт "Харків"），是一座位於烏克蘭第二大城市哈爾科夫的東南面的國際機場。機場的主客運大樓是在50年代建造，由史太林以社會主義的新古典主義風格青睞。可是，在2012年歐洲國家盃是由波蘭和烏克蘭共同舉辦下，此機場需要建造一個新和現代化的客運大樓以遵守歐洲足聯的規則。所以舊的客運大樓會用作貴賓之用。

## 地面運輸
哈爾科夫國際機場內有一個交通交匯站。而前往機場可經由Aeroflotka街和M03國道主幹線。以下是以機場為總站的巴士線：
- 電車5：機場至Universitetska街 （再轉乘哈爾科夫地鐵：Prospekt Gagarina站）
- 119：機場至Prospekt Pobedy（再轉乘哈爾科夫地鐵：Prospekt Gagarina站）
- 152：機場至Mikrorajon第552號 （再轉乘哈爾科夫地鐵：Akademika Barabashova站）
- 225：機場至Akademika Barabashova地鐵站（再轉乘哈爾科夫地鐵：Akademika Barabashova站）

機場內也有一些汽車租賃公司的辦分室和一個大和安全的收費停車場。

## 相片

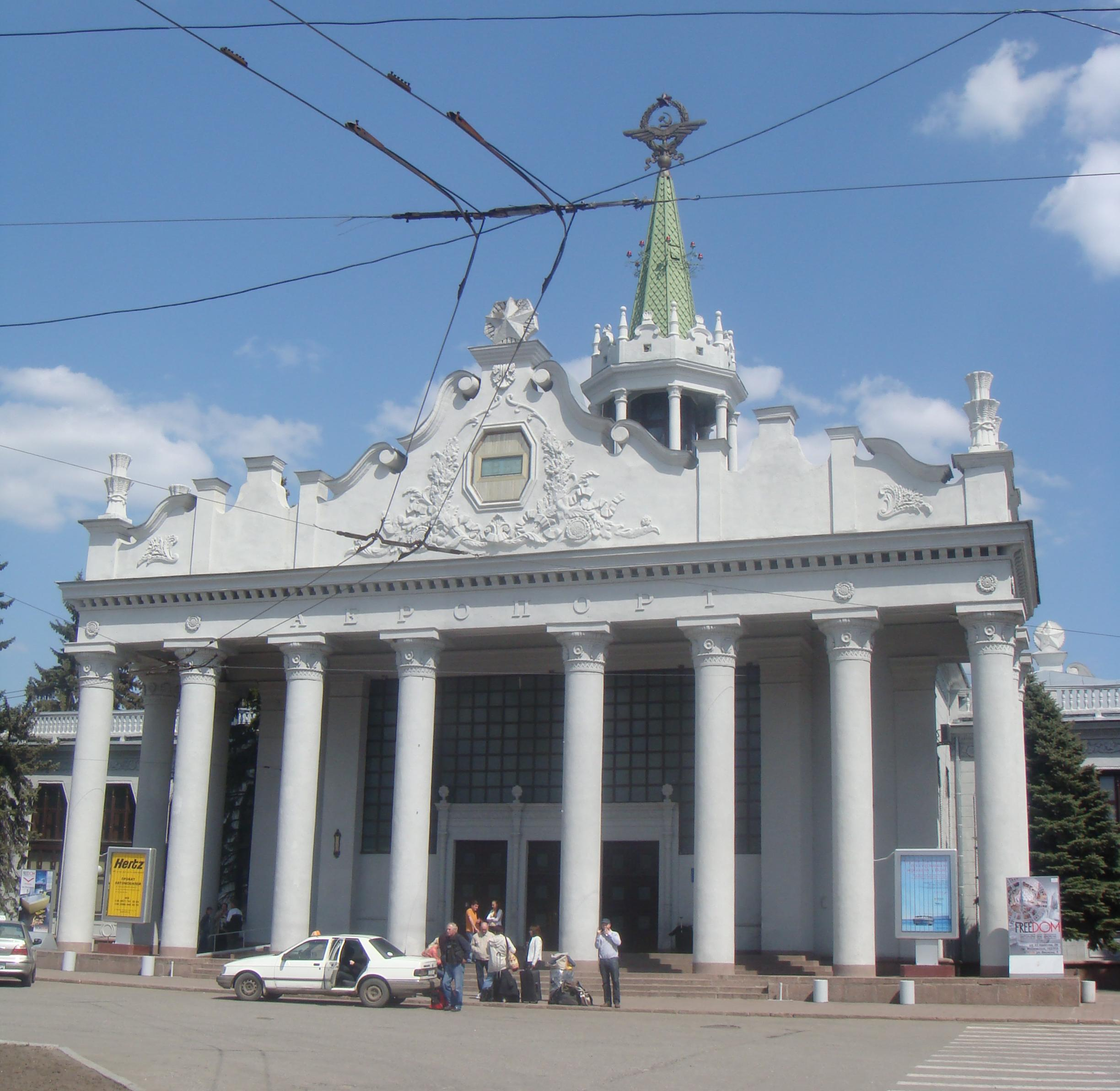
舊客運大樓（現使用為貴賓客運大樓）
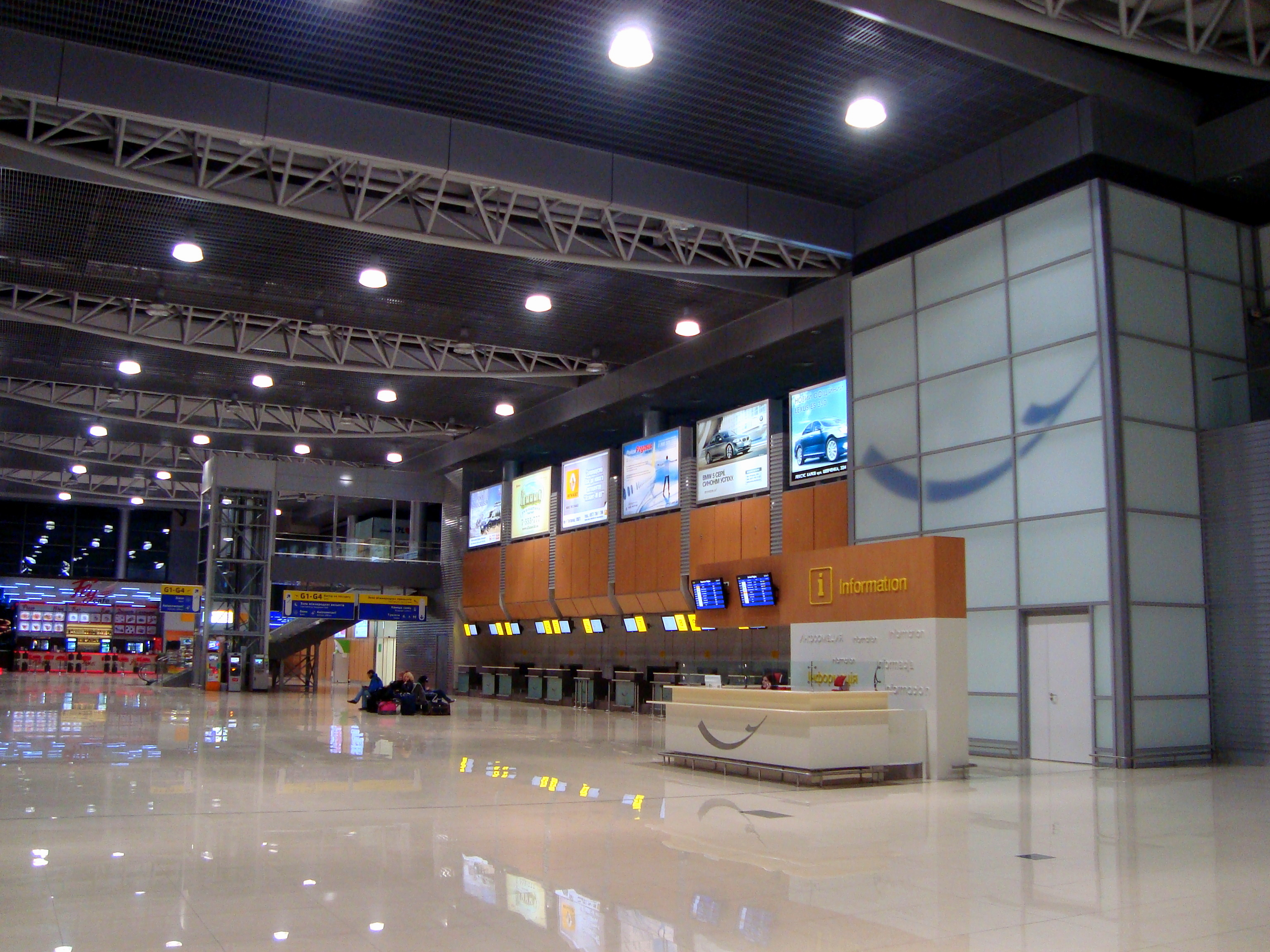
新客運大樓
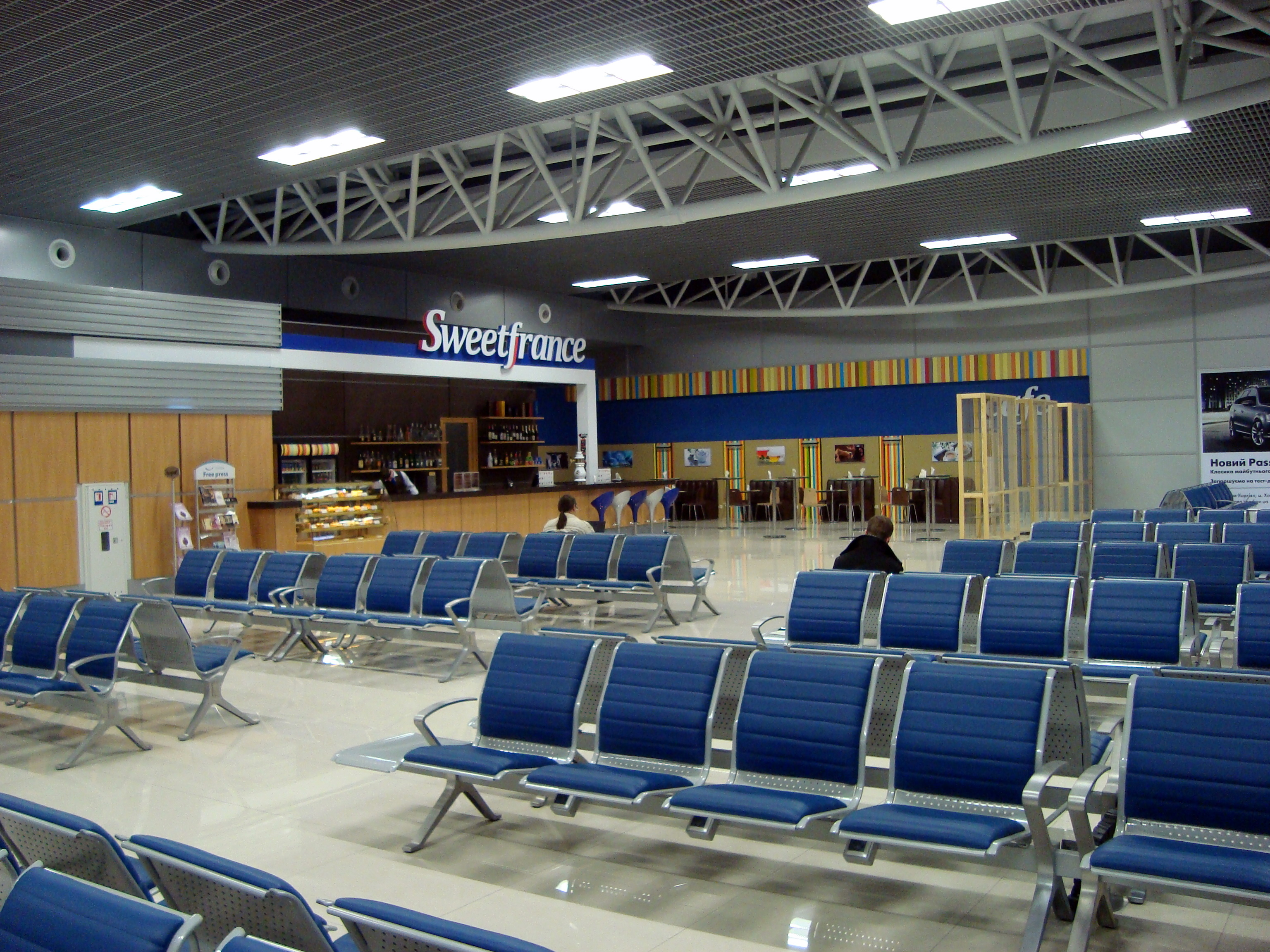
新客運大樓離境候機室

## 外部連結
- 官方網站（页面存档备份，存于）（英文）/（俄文）
- 世界航空数据库中的UKHH机场数据，数据截止日期：2006年10月。
- 在大圆制图人（Great Circle Mapper）上的UKHH机场信息 （来源：DAFIF 2006年10月生效）.
- 航空安全網絡UKHH意外事故（页面存档备份，存于）